# Vulcanbot
Vulcanbot — ботнет размером 15 тыс. устройств, созданный в политических целях, а также для слежки за заражёнными компьютерами и проведения DDoS-атак на веб-сайты. Был сделан во Вьетнаме, вероятно, в конце 2009 года, был активен в 2010. Маскировался под программу поддержки вьетнамского языка. Одним из первых ботнетом был взломан сайт vps.org.
Из всех привязанных к ботнету устройств 13 тыс. находились во Вьетнаме, ещё несколько сотен в США. Остальные разбросаны по Азии и Европе, в основном во Франции, Германии, Италии, Японии и Южной Корее.
Первоначально считалось, что Vulcanbot каким-либо образом связан с китайскими кибератаками Операция «Аврора», однако позже выяснилось, что Vulcanbot использует другие серверы, нежели те, что использовались в «Авроре», а потому это утверждение было опровергнуто. Возможно, ботнет также может быть связан с Коммунистической партией Вьетнама или вьетнамским правительством, однако доказательств на это утверждение нет.